# Lenin a París
Lenin a París (en ciríl·lic: Ленин в Париже, Lenin v Parije) és una pel·lícula soviètica dirigida per Serguei Iutkhevich estrenada el 1981.

## Sinopsi
La pel·lícula se centra en l'estada real del revolucionari rus Vladimir Ilitx Lenin a París l'any 1911. Explica la història de l'organització de la primera escola del partit als suburbis de Longjumeau. Al centre dels esdeveniments hi ha un dels aprenents, Alexandre Trofimov, que és instruït per la revolucionària marxista Inès Armand.
Al final, els participants de la Revolució d'Octubre debaten simbòlicament amb els estudiants parisencs rebels del maig del 68.

## Fitxa tècnica
- Títol: Lenin a París
- Director: Serguei Iutkevitx
- Segon director: Léonide Eidline
- Escenari: Serguei Iutkevitx, Ievgeni Gabrilovitx
- Fotografia: Nikolaï Nemoliaev, Boris Travkine
- Direcció artística: Liudmila Koussakova
- Compositor: Grigori Frid
- Vestuari: Svetlana Batxlikova
- So: Aleksandr Pagossian, Igor Maiorov
- Muntatge: Liudmila Kniazeva
- Conductor: Emin Khatxaturian
- Productor executiu: Eric Weisberg
- Estudi de producció: Mosfilm
- Durada: 104 minuts
- Format: Mono - 35 mm - Color
- Data d'estrena:18 d'octubre de 1981

## Repartiment
- Iuri Kaiurov: Vladimir Ilitx Lenin
- Claude Jade: Inès Armand
- Vladimir Antonik: Alexander Trofimov
- Valentina Svetlova: Nadezhda Krupskaia
- Pavel Kadochnikov: Paul Lafargue
- Antonina Maximova: Laura Lafargue
- Boris Ivanov: Chitomirski
- Albert Filozov: anarquista
- Galina Beliaeva: un estudiant
- Serguei Pojarski: Montehus
- Elena Koreneva: cantant amb Montéhus
- Olegar Feodoro: pintor de Montmartre
- Patrick Prejean: conductor de cotxe en un accident davant Au Singe violet

## Producció
A més del repartiment rus, Iutkevitx volia contractar una actriu francesa. S'havia adonat de Claude Jade intrepretant el presonatge de Christine Darbon a la sèrie de pel·lícules de François Truffaut formada per Baises volés (1968), Domicile conjugal (1970) i L'amour en fuite (1978), així com a la pel·lícula de televisió shakespeariana Le Songe d'une nuit d'été (1969) de Jean-Christophe Averty. Jade, que no parlava rus, va haver d'aprendre els seus diàlegs de memòria. Jade, qui ne parlait pas russe, dut apprendre ses dialogues par cœur
No va ser possible que el personatge oficial de Lenin s'enamorés Inès Armand al cinema, malgrat que el guió de Gavrilovitx i Iutkevitx contenia inicialment una escena d'amor amb Inés que va ser esborrada i substituida per un diàleg. Probablement van tenir una aventura però el règim soviètic, que va aplicar una censura estricta, va prohibir aquesta escena. Finalment, és Trofimov, l'heroi de la pel·lícula, qui s'enamora d'Inès Armand, un paper interpretat per l'actriu francesa Claude Jade.